# Liste der Lieder von Amon Amarth

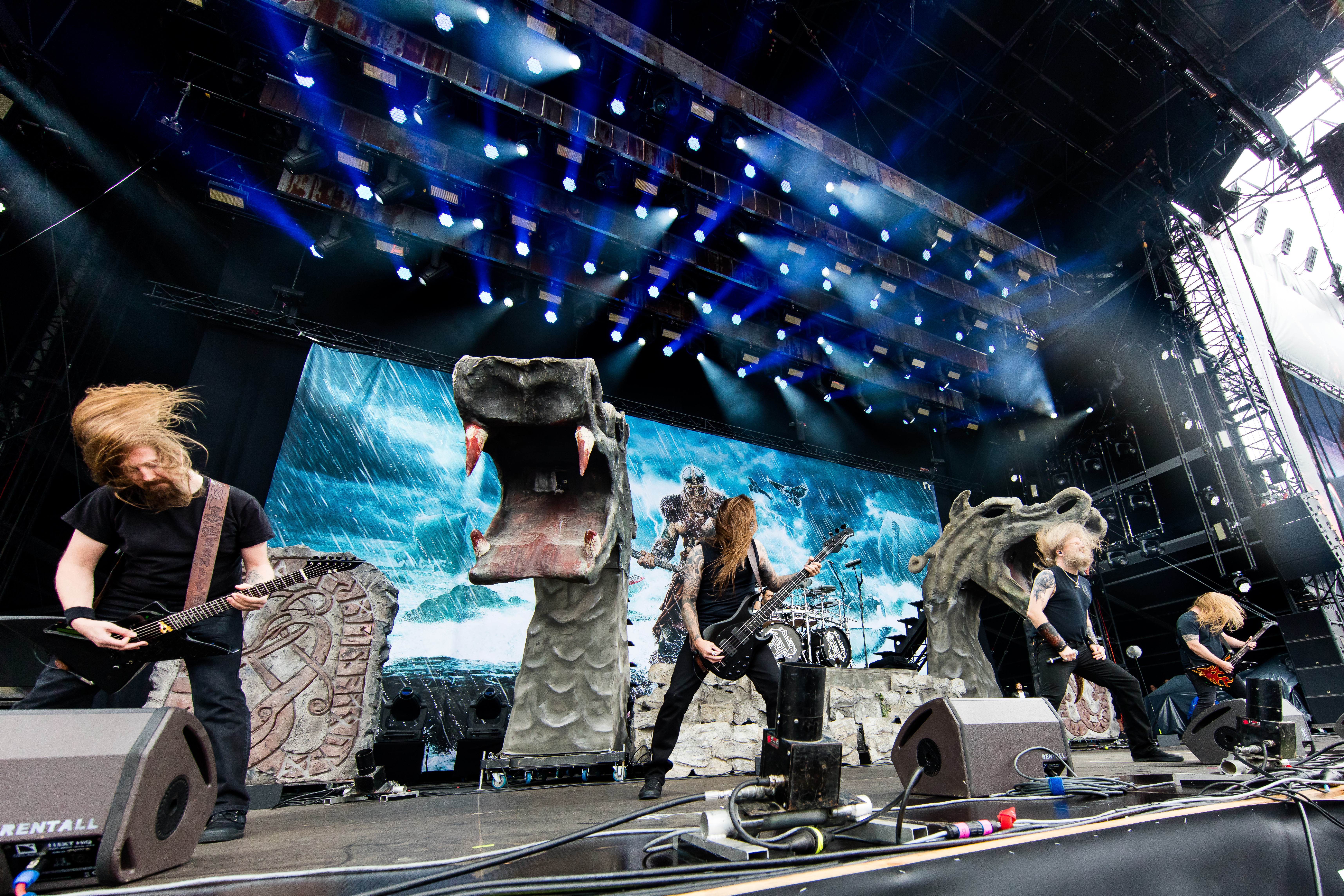
Amon Amarth beim Rock am Ring 2016

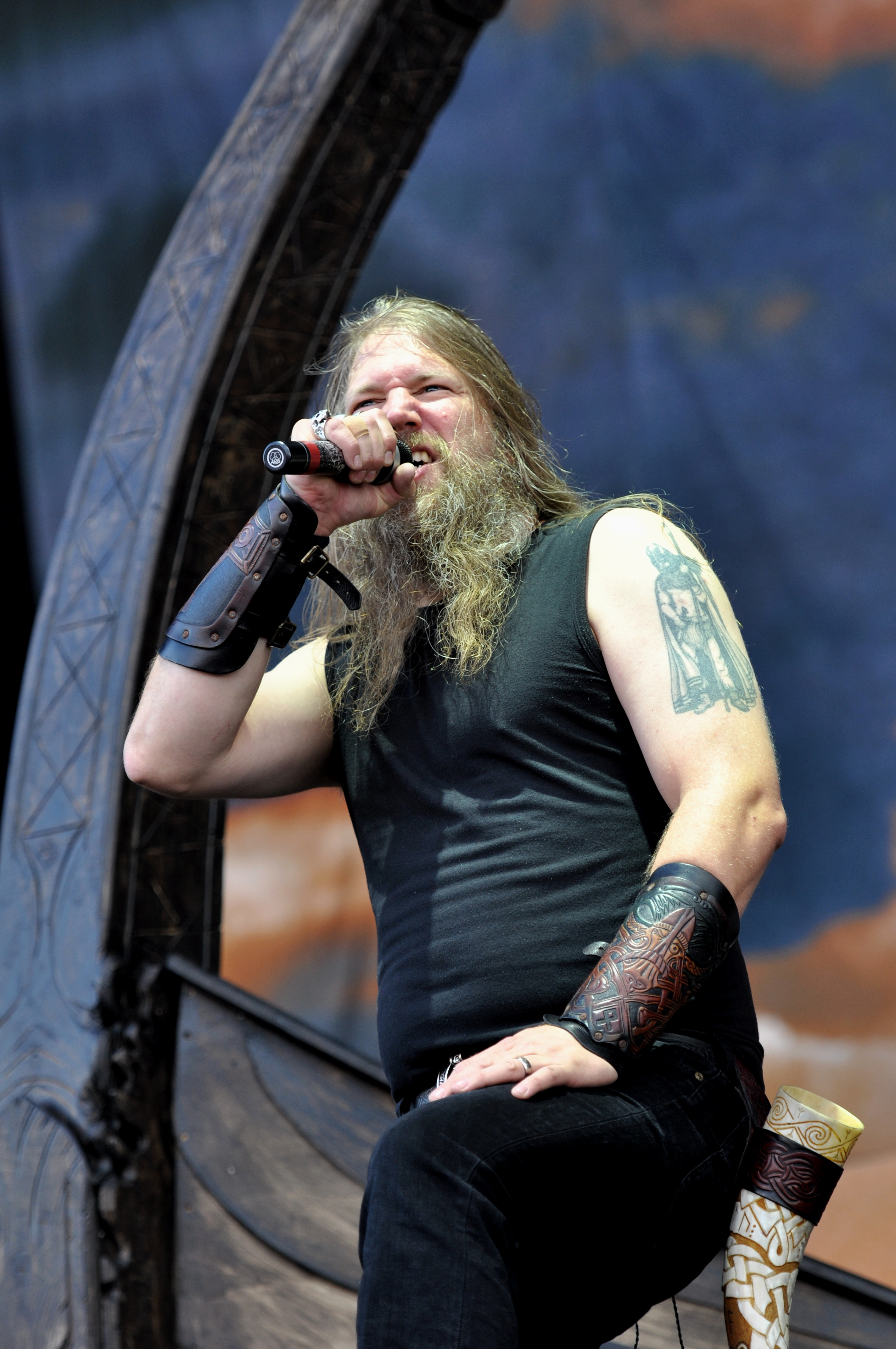
Johan Hegg ist Frontman der Band und Autor der meisten Songs

Dies ist eine Liste der aufgenommenen und veröffentlichten Lieder der schwedischen Melodic-Death-Metal-Band Amon Amarth in Tabellenform. Die Einträge sind nach Titelname alphabetisch absteigend sortiert. Es sind Urheber und Tonträger der Erstveröffentlichung verzeichnet, zudem finden sich bei einigen der Titel Anmerkungen zum Inhalt und zur Entstehung sowie weitere für die einzelnen Songs relevante Angaben. Die Liste enthält zudem Songs anderer Musiker, die von Amon Amarth gecovert wurden. Die Lieder von Amon Amarth selbst handeln vor allem von Wikingerthemen und nordischer Mythologie.

## Übersicht
Diese Liste umfasst alle Stücke, die die Band Amon Amarth seit ihrer Gründung 1992 veröffentlicht und interpretiert hat. Die überwiegende Mehrzahl aller Stücke sind auf den insgesamt zwölf offiziellen Studioalben Once Sent from the Golden Hall (1996) bis The Great Heathen Army (2022) zu finden. Liveaufnahmen sind in der Liste nicht enthalten, da Amon Amarth auf dem bisher einzigen Live-Album The Pursuit of Vikings (Live at Summer Breeze) keine Songs aufnahm, die nicht schon zuvor als Studioversion veröffentlicht worden waren. In einigen Fällen erschienen einzelne Titel eines Albums bereits vorab als Singles, in diesen Fällen werden sie den jeweiligen Alben zugeordnet. Hinzu kommen einzelne Coverversionen von Stücken anderer Künstler, die von Amon Amarth neu interpretiert und aufgenommen wurden, diese erschienen in der Regel als Bonustracks für Sonderauflagen ihrer Alben oder als Tribute auf entsprechenden Kompilationen.

## Erläuterungen zur Liste
In den Spalten der Tabelle sind neben dem Titel des Musikstücks, den Namen der Autoren und dem Titel des Albums (oder alternativer Tonträger), auf dem die Band Amon Amarth erstmals eine Version des Titels veröffentlichte, die Zeitdauer des Titels in Minuten und Sekunden auf dem genannten Album, das Jahr der Erstveröffentlichung und bei einigen zusätzlich Anmerkungen zum Titel angegeben.
Der Autor oder die Autoren des jeweiligen Titels haben sowohl die Musik (M) komponiert als auch den Liedtext (T) geschrieben, sofern nicht anders angegeben. Auf den Tonträgern sowie in den meisten Datenbanken wird in der Regel die Band Amon Amarth als Verantwortliche für die Musik und die Aufnahmen und Johan Hegg als Autor angegeben, ohne die jeweils zu diesem Zeitpunkt zur Band gehörenden Mitglieder einzeln aufzuführen.
Die Tabelle ist per Voreinstellung alphabetisch nach dem Titel des Musikstücks sortiert. Darüber hinaus kann sie nach den anderen Spalten durch Anklicken der kleinen Pfeile im Tabellenkopf auf- oder absteigend sortiert werden.

## Liste der Lieder
| Titel                                         | Autor / Autoren                                                                        | Album / Tonträger                                        | Dauer | Jahr      | Belege / Anmerkungen |
| --------------------------------------------- | -------------------------------------------------------------------------------------- | -------------------------------------------------------- | ----- | --------- | --- |
| A Beast Am I                                  | M: Amon Amarth T: Johan Hegg                                                           | Surtur Rising                                            | 5:14  | 2011      | [ 1 ] |
| A Dream That Cannot Be                        | Amon Amarth                                                                            | Jomsviking                                               | 4:23  | 2016      | Gastsängerin Doro Pesch |
| A Fury Divine                                 | M: Olavi Mikkonen T: Johan Hegg                                                        | The Crusher                                              | 6:35  | 1999      | [ 3 ] |
| Abandoned                                     | M: Olavi Mikkonen T: Johan Hegg                                                        | Once Sent from the Golden Hall                           | 6:00  | 1998      | [ 4 ] |
| Across the Rainbow Bridge                     | Amon Amarth                                                                            | Versus the World                                         | 4:51  | 2002      | [ 5 ] |
| Aerials                                       | System of a Down                                                                       | Surtur Rising                                            | 4:51  | 2002      | Die Coverversion des sehr ruhigen Liedes Aerials von System of a Down wurde als Bonustrack für das Album Surtur Rising eingespielt und auf einzelnen Ausgaben veröffentlicht. |
| Amon Amarth                                   | M: Olavi Mikkonen T: Ted Lundström                                                     | Once Sent from the Golden Hall                           | 8:06  | 1998      | Der Name Amon Amarth (auf Deutsch: ‚Schicksalsberg‘) stammt aus J. R. R. Tolkiens Werk Der Herr der Ringe. In dem Lied wird erzählt, wie sich fünfhundert Krieger zum Amon Amarth aufmachen. |
| And Soon the World Will Cease to Be           | Amon Amarth                                                                            | Versus the World                                         | 6:57  | 2002      | [ 5 ] |
| An Ancient Sign of Coming Storm               | M: Amon Amarth T: Johan Hegg                                                           | Fate of Norns                                            | 4:39  | 2004      | [ 7 ] |
| Annihilation of Hammerfest                    | M: Olavi Mikkonen, Johan Söderberg T: Johan Hegg                                       | The Crusher                                              | 5:03  | 1999      | [ 3 ] |
| Army of Darkness                              | Amon Amarth                                                                            | Thor Arise                                               | 5:27  | 1993      | Das Lied erschien 1993 auf dem ersten Demotape der Band, Thor Arise. |
| Arson                                         | M: Amon Amarth T: Johan Hegg                                                           | Fate of Norns                                            | 6:48  | 2004      | [ 7 ] |
| As Long as the Raven Flies                    | M: Olavi Mikkonen T: Johan Hegg                                                        | The Crusher                                              | 4:04  | 1999      | [ 3 ] |
| As Loke Falls                                 | M: Amon Amarth T: Johan Hegg                                                           | Deceiver of the Gods                                     | 4:39  | 2013      | [ 9 ] |
| Asator                                        | M: Amon Amarth T: Johan Hegg                                                           | With Oden on Our Side                                    | 3:04  | 2006      | [ 10 ] |
| At Dawn's First Light                         | Amon Amarth                                                                            | Jomsviking                                               | 3:51  | 2016      | [ 2 ] |
| Atrocious Humanity                            | Amon Amarth                                                                            | Thor Arise                                               | 5:54  | 1993      | Das Lied erschien 1993 auf dem ersten Demotape der Band, Thor Arise. |
| Avenger                                       | M: Olavi Mikkonen T: Johan Hegg                                                        | The Avenger                                              | 7:11  | 1999      | [ 11 ] |
| Back on Northern Shores                       | Amon Amarth                                                                            | Jomsviking                                               | 7:09  | 2016      | [ 2 ] |
| Balls to the Wall                             | M und T: Udo Dirkschneider, Gaby Hoffman, Wolf Hoffmann, Peter Baltes, Stefan Kaufmann | Surtur Rising Limited Box Edition                        | 5:33  | 2011      | Coverversion des Liedes Balls to the Wall von Accept, die Amon Amarth auf der Limited Box Edition von Surtur Rising veröffentlicht haben. |
| Bastards of a Lying Breed                     | M: Olavi Mikkonen T: Johan Hegg                                                        | The Crusher                                              | 5:33  | 1999      | [ 3 ] |
| Bleed for Ancient Gods                        | M: Olavi Mikkonen T: Johan Hegg                                                        | The Avenger                                              | 4:31  | 1999      | [ 11 ] |
| Blood Eagle                                   | M: Amon Amarth T: Johan Hegg                                                           | Deceiver of the Gods                                     | 3:16  | 2013      | [ 9 ] |
| Bloodshed                                     | Amon Amarth                                                                            | Versus the World                                         | 5:14  | 2002      | [ 5 ] |
| Burning Creation                              | Amon Amarth                                                                            | Sorrow Throughout the Nine Worlds                        | 5:04  | 1996      | [ 14 ] |
| Children of the Grave                         | M und T: Black Sabbath                                                                 | The Metal Forge Volume Three: A Tribute to Black Sabbath | 5:33  | 2010      | Coverversion des Liedes Children of the Grave von Black Sabbath, die Amon Amarth auf dem Tribute-Album The Metal Forge Volume Three: A Tribute To Black Sabbath veröffentlicht haben. Das Album wurde der Zeitschrift Metal Hammer in der Ausgabe 209 im September 2010 beigelegt.                                                                                                |
| Cry of the Black Birds                        | M: Amon Amarth T: Johan Hegg                                                           | With Oden on Our Side                                    | 3:50  | 2006      | [ 10 ] |
| Coming of the Tide                            | M: Amon Amarth T: Johan Hegg                                                           | Deceiver of the Gods                                     | 4:16  | 2013      | [ 9 ] |
| Crack the Sky                                 | M: Amon Amarth T: Johan Hegg                                                           | Berserker                                                | 3:50  | 2019      | [ 16 ] |
| Dawn of Northman                              | Amon Amarth                                                                            | The Great Heathen Army                                   | 5:32  | 2022      | [ 17 ] |
| Death in Fire                                 | Amon Amarth                                                                            | Versus the World                                         | 4:54  | 2002      | Das Lied beschreibt die finale Schlacht während des Ragnarök. Der Songtitel wurde durch Dan Lilker inspiriert, als dieser Johan Hegg bei einem Treffen auf dem Milwaukee Metal Fest nach der Bedeutung der Abkürzung DIF fragte, die Hegg auf seiner Jeans trug und die für dessen Lieblingsverein Djurgårdens IF steht. Er fragte: „What does that stand for? Death in Fire?“    |
| Deceiver of the Gods                          | M: Amon Amarth T: Johan Hegg                                                           | Deceiver of the Gods                                     | 4:19  | 2013      | Der „Betrüger der Götter“ ist der Gott Loki, der die anderen Asen unterstützt und auch hintergeht. Das Musikvideo enthält Material aus dem Film Northmen – A Viking Saga, bei dem Johan Hegg als Vall mitspielt. |
| Destroyer of the Universe                     | M: Amon Amarth T: Johan Hegg                                                           | Surtur Rising                                            | 3:41  | 2011      | Das Lied behandelt das Ende der Welt, das durch das tödliche Feuer des Feuerriesen Surtur hervorgerufen wird. Nach Aussagen der Band beschreibt das Lied den Kampf mit Freyr aus der Sicht des Riesen, während The Last Stand of Frej denselben Kampf aus der Sicht von Freyr behandelt.                                                                                          |
| Doom over Dead Man                            | M: Amon Amarth T: Johan Hegg                                                           | Surtur Rising                                            | 5:55  | 2011      | [ 1 ] |
| Down the Slopes of Death                      | Amon Amarth                                                                            | Versus the World                                         | 4:08  | 2002      | [ 5 ] |
| Embrace of the Endless Ocean                  | M: Amon Amarth T: Johan Hegg                                                           | Twilight of the Thunder God                              | 6:44  | 2008      | [ 20 ] |
| Eyes of Horror                                | M und T: Possessed                                                                     | The Crusher                                              | 5:29  | 1999      | Coverversion des Liedes Eyes Of Horror von Possessed, die Amon Amarth auf dem Album Crusher als Bonus-Track veröffentlicht haben. |
| Father of the Wolf                            | M: Amon Amarth T: Johan Hegg                                                           | Deceiver of the Gods                                     | 4:20  | 2013      | [ 9 ] |
| Fafner's Gold                                 | M: Amon Amarth T: Johan Hegg                                                           | Berserker                                                | 4:20  | 2019      | Gastmusiker Javier Reyes, Gitarrist und Bassist der Band Animals as Leaders |
| Find a Way or Make One                        | Amon Amarth                                                                            | The Great Heathen Army                                   | 4:31  | 2022      | [ 17 ] |
| First Kill                                    | Amon Amarth                                                                            | Jomsviking                                               | 4:21  | 2016      | [ 2 ] |
| For the Stabwounds in Our Backs               | Amon Amarth                                                                            | Versus the World                                         | 4:56  | 2002      | [ 5 ] |
| For Victory or Death                          | M: Amon Amarth T: Johan Hegg                                                           | Surtur Rising                                            | 4:30  | 2011      | [ 1 ] |
| Free Will Sacrifice                           | M: Amon Amarth T: Johan Hegg                                                           | Twilight of the Thunder God                              | 4:09  | 2008      | [ 20 ] |
| Friends of the Suncross                       | M: Olavi Mikkonen T: Johan Hegg                                                        | Once Sent from the Golden Hall                           | 4:42  | 1998      | [ 4 ] |
| Get in the Ring                               | Amon Amarth                                                                            | The Great Heathen Army                                   | 4:25  | 2022      | [ 17 ] |
| God, His Son and Holy Whore                   | M: Martin Lopez T: Johan Hegg                                                          | The Avenger                                              | 4:00  | 1999      | [ 11 ] |
| Gods of War Arise                             | M: Amon Amarth T: Johan Hegg                                                           | With Oden on Our Side                                    | 6:02  | 2006      | Gods of War Arise beschreibt den Überfall einer Wikingerhorde auf ein christliches Dorf im Namen der Götter. Es wurde von der Band Powerwolf gecovert. |
| Guardians of Asgaard                          | M: Amon Amarth T: Johan Hegg                                                           | Twilight of the Thunder God                              | 4:23  | 2008      | Das Lied wurde mit Lars-Göran Petrov, dem Sänger der Band Entombed sowie später Entombed A.D., als Duettpartner eingespielt und sollte vor allem den Charakter einer Wikingerhymne bekommen. |
| Heidrun                                       | Amon Amarth                                                                            | The Great Heathen Army                                   | 4:43  | 2022      | [ 17 ] |
| Hel                                           | M: Amon Amarth T: Johan Hegg                                                           | Deceiver of the Gods                                     | 4:10  | 2013      | Gastmusiker Messiah Marcolin, früherer Sänger der Band Candlemass |
| Hermod's Ride to Hel - Lokes Treachery Part I | M: Amon Amarth T: Johan Hegg                                                           | With Oden on Our Side                                    | 4:40  | 2006      | [ 10 ] |
| Ironside                                      | M: Amon Amarth T: Johan Hegg                                                           | Berserker                                                | 4:31  | 2019      | [ 16 ] |
| Into the Dark                                 | M: Amon Amarth T: Johan Hegg                                                           | Berserker                                                | 6:48  | 2019      | [ 16 ] |
| Legend of a Banished Man                      | M: Olavi Mikkonen T: Johan Hegg                                                        | The Avenger                                              | 6:04  | 1999      | [ 11 ] |
| Live for the Kill                             | M: Amon Amarth T: Johan Hegg                                                           | Twilight of the Thunder God                              | 4:10  | 2008      | Gastmusiker Apocalyptica |
| Live Without Regrets                          | M: Amon Amarth T: Johan Hegg                                                           | Surtur Rising                                            | 5:03  | 2011      | [ 1 ] |
| Masters of War                                | M: Olavi Mikkonen, Fredrik Andersson T: Johan Hegg                                     | The Crusher                                              | 4:34  | 1999      | [ 3 ] |
| Metalwrath                                    | M: Olavi Mikkonen T: Johan Hegg                                                        | The Avenger                                              | 3:49  | 1999      | [ 11 ] |
| Mjölner, Hammer of Thor                       | M: Amon Amarth T: Johan Hegg                                                           | Berserker                                                | 4:44  | 2019      | [ 16 ] |
| No Fear for the Setting Sun                   | M: Amon Amarth T: Johan Hegg                                                           | Twilight of the Thunder God                              | 3:52  | 2008      | [ 20 ] |
| North Sea Storm                               | M: Olavi Mikkonen T: Johan Hegg                                                        | The Avenger                                              | 4:55  | 1999      | [ 11 ] |
| Oden owns you All                             | Amon Amarth                                                                            | The Great Heathen Army                                   | 4:18  | 2022      | [ 17 ] |
| On a Sea of Blood                             | Amon Amarth                                                                            | Jomsviking                                               | 4:05  | 2016      | [ 2 ] |
| Once Sealed in Blood                          | M: Amon Amarth T: Johan Hegg                                                           | Fate of Norns                                            | 4:50  | 2004      | [ 7 ] |
| Once Sent from the Golden Hall                | M: Olavi Mikkonen T: Johan Hegg                                                        | Once Sent from the Golden Hall                           | 4:11  | 1998      | [ 4 ] |
| One Against All                               | Amon Amarth                                                                            | Jomsviking                                               | 3:38  | 2016      | [ 2 ] |
| One Thousand Burning Arrows                   | Amon Amarth                                                                            | Jomsviking                                               | 5:50  | 2016      | [ 2 ] |
| Prediction of Warfare                         | M: Amon Amarth T: Johan Hegg                                                           | With Oden on Our Side                                    | 6:39  | 2006      | [ 10 ] |
| Raise Your Horns                              | Amon Amarth                                                                            | Jomsviking                                               | 4:24  | 2016      | [ 2 ] |
| Raven's Flight                                | M: Amon Amarth T: Johan Hegg                                                           | Berserker                                                | 5:22  | 2019      | [ 16 ] |
| Releasing Surtur's Fire                       | M: Olavi Mikkonen T: Johan Hegg                                                        | The Crusher                                              | 5:29  | 1999      | [ 3 ] |
| Revenge of the Zombie                         | M und T: Six Feet Under                                                                | Metal Blade Europe 10th Anniversary - Rrroooaaarrr       | 5:33  | 1999      | Coverversion des Liedes Revenge of the Zombie von Six Feet Under, die Amon Amarth auf dem Kompilation-Album Metal Blade Europe 10th Anniversary - Rrroooaaarrr veröffentlicht haben. Das Album wurde 2005 zum 10-jährigen Jubiläum des Labels Metal Blade Europe. |
| Ride for Vengeance                            | M: Olavi Mikkonen T: Johan Hegg                                                        | Once Sent from the Golden Hall                           | 4:28  | 1998      | [ 4 ] |
| Risen from the Sea                            | M: Olavi Mikkonen, Anders Hansson, Niko Kaukinen, Ted Lundström T: Johan Hegg          | Thor Arise The Crusher                                   | 4:26  | 1999      | Risen from the Sea erschien zuerst 1993 auf dem Demotape Thor Arise und wurde 1999 für The Crusher neu aufgenommen. |
| Runes to My Memory                            | M: Amon Amarth T: Johan Hegg                                                           | With Oden on Our Side                                    | 4:33  | 2006      | [ 10 ] |
| Sabbath Bloody Sabbath                        | M und T: Black Sabbath                                                                 | Thor Arise Versus the World Limited Edition              | 5:33  | 1993 2002 | Coverversion des Liedes Sabbath Bloody Sabbath von Black Sabbath, die Amon Amarth als Bonus-Track in der Limited Edition des Albums Versus the World veröffentlicht haben. Die Band spielte das Lied zudem bereits 1993 auf Thor Arise, dem ersten Demotape der Band. |
| Saxons and Vikings                            | Amon Amarth                                                                            | The Great Heathen Army                                   | 4:55  | 2022      | gemeinsam mit Doug Scarratt, Paul Quinn und Biff Byford von der Band Saxon |
| Shape Shifter                                 | M: Amon Amarth T: Johan Hegg                                                           | Deceiver of the Gods                                     | 4:05  | 2013      | [ 9 ] |
| Shield Wall                                   | M: Amon Amarth T: Johan Hegg                                                           | Berserker                                                | 3:47  | 2019      | [ 16 ] |
| Siegreicher Marsch                            | M: Olavi Mikkonen T: Johan Hegg                                                        | Versus the World                                         | 7:54  | 2019      | Bei dem Lied handelt es sich um eine in Deutsch gesungene Version von Victorious March, die Amon Amarth als Bonus-Song auf der „Limited Viking Edition“ von Versus the World veröffentlichte. Johan Hegg hat Deutsch in der Schule gelernt und versteht die Sprache gut. |
| Skagul Rides with Me                          | Amon Amarth                                                                            | The Great Heathen Army                                   | 4:34  | 2022      | [ 17 ] |
| Skoll and Hati                                | M: Amon Amarth T: Johan Hegg                                                           | Berserker                                                | 4:28  | 2019      | [ 16 ] |
| Slaves of Fear                                | M: Amon Amarth T: Johan Hegg                                                           | Surtur Rising                                            | 4:25  | 2011      | [ 1 ] |
| Sorrow Throughout the Nine Worlds             | Amon Amarth                                                                            | Sorrow Throughout the Nine Worlds                        | 3:51  | 1996      | Das Minialbum Sorrow Throughout The Nine Worlds mit dem gleichnamigen Titelsong erschien 1996 bei dem Metallaber Pulverised Records in Singapur. Erst danach bekam die Band einen Plattenvertrag bei Metal Blade Records. |
| Tattered Banners and Bloody Flags             | M: Amon Amarth T: Johan Hegg                                                           | Twilight of the Thunder God                              | 4:30  | 2008      | [ 20 ] |
| The Arrival of the Fimbul Winter              | Amon Amarth                                                                            | Sorrow Throughout the Nine Worlds                        | 4:26  | 1996      | [ 14 ] |
| The Beheading of a King                       | M: Amon Amarth T: Johan Hegg                                                           | Fate of Norns                                            | 3:22  | 2004      | [ 7 ] |
| The Berserker at Stamford Bridge              | M: Amon Amarth T: Johan Hegg                                                           | Berserker                                                | 5:15  | 2019      | [ 16 ] |
| The Dragons' Flight Across the Waves          | M: Olavi Mikkonen T: Johan Hegg                                                        | Once Sent from the Golden Hall                           | 4:33  | 1998      | [ 4 ] |
| The Fall Through Ginnungagap                  | M: Olavi Mikkonen T: Johan Hegg                                                        | The Crusher                                              | 5:21  | 1999      | [ 3 ] |
| The Fate of Norns                             | M: Amon Amarth T: Johan Hegg                                                           | Fate of Norns                                            | 5:57  | 2004      | [ 7 ] |
| The Great Heathen Army                        | Amon Amarth                                                                            | The Great Heathen Army                                   | 4:05  | 2022      | [ 17 ] |
| The Hero                                      | M: Amon Amarth T: Johan Hegg                                                           | Twilight of the Thunder God                              | 4:02  | 2008      | [ 20 ] |
| The Last Stand of Frej                        | M: Amon Amarth T: Johan Hegg                                                           | Surtur Rising                                            | 5:37  | 2011      | Das Lied behandelt das Ende der Welt, das durch das tödliche Feuer des Feuerriesen Surtur hervorgerufen wird. Nach Aussagen der Band beschreibt das Lied den Kampf mit Freyr aus dessen Sicht, während Destroyer of the Universe denselben Kampf aus der Sicht des Riesen behandelt.                                                                                              |
| The Last with Pagan Blood                     | M: Olavi Mikkonen T: Johan Hegg                                                        | The Avenger                                              | 5:39  | 1999      | [ 11 ] |
| The Mighty Doors of the Speargod's Hall       | Amon Amarth                                                                            | Sorrow Throughout the Nine Worlds                        | 4:26  | 1996      | [ 14 ] |
| The Pursuit of Vikings                        | M: Amon Amarth T: Johan Hegg                                                           | Fate of Norns                                            | 4:30  | 2004      | [ 7 ] |
| The Serpent’s Trail                           | Amon Amarth                                                                            | The Great Heathen Army                                   | 6:01  | 2022      | [ 17 ] |
| The Sound of Eight Hooves                     | M: Olavi Mikkonen T: Johan Hegg                                                        | The Crusher                                              | 4:50  | 1999      | [ 3 ] |
| The Way of Vikings                            | Amon Amarth                                                                            | Jomsviking                                               | 5:11  | 2016      | [ 2 ] |
| Thor Arise                                    | Amon Amarth                                                                            | Thor Arise                                               | 6:31  | 1993      | Thor Arise war das erste Demo, dass die Band Amon Amarth aufgenommen hat. Es erschien 1993 auf Kassette und wurde 2002 als Bonusmaterial der Limited Edition des Albums Versus the World beigelegt. |
| Thousand Years of Oppression                  | M: Amon Amarth T: Charles Reid                                                         | Versus the World                                         | 5:41  | 2002      | [ 5 ] |
| Töcks's Taunt - Loke's Treachery Part II      | M: Amon Amarth T: Johan Hegg                                                           | Surtur Rising                                            | 5:58  | 2011      | [ 1 ] |
| Twilight of the Thunder God                   | M: Amon Amarth T: Johan Hegg                                                           | Twilight of the Thunder God                              | 4:09  | 2008      | Twilight of the Thunder God handelt von Thors letzter Schlacht mit Jormungandr, der Midgardschlange, während des Ragnarök. Er besiegt die Schlange, stirbt jedoch an ihrem Gift. Das Lied wurde mit dem Gastmusiker Roope Latvala, Gitarrist der Bands Sinergy, Stone und Children of Bodom, aufgenommen. Cover-Versionen existieren von Sabaton, Corvus Corax und Rage of Light. |
| Under Siege                                   | M: Amon Amarth T: Johan Hegg                                                           | Deceiver of the Gods                                     | 6:18  | 2013      | [ 9 ] |
| Under the Grayclouded Winter Sky              | Amon Amarth                                                                            | Sorrow Throughout the Nine Worlds                        | 5:38  | 1996      | [ 14 ] |
| Under the Northern Star                       | M: Amon Amarth T: Johan Hegg                                                           | With Oden on Our Side                                    | 4:17  | 2006      | [ 10 ] |
| Valhall Awaits Me                             | M: Amon Amarth T: Johan Hegg                                                           | With Oden on Our Side                                    | 4:43  | 2006      | [ 10 ] |
| Valkyria                                      | M: Amon Amarth T: Johan Hegg                                                           | Berserker                                                | 4:44  | 2019      | [ 16 ] |
| Valkyries Ride                                | M: Amon Amarth T: Johan Hegg                                                           | Fate of Norns                                            | 4:57  | 2004      | [ 7 ] |
| Varyags of Miklagaard                         | M: Amon Amarth T: Johan Hegg                                                           | Twilight of the Thunder God                              | 4:18  | 2008      | [ 20 ] |
| Vengeance Is My Name                          | Amon Amarth                                                                            | Jomsviking                                               | 4:42  | 2016      | [ 2 ] |
| Versus the World                              | Amon Amarth                                                                            | Versus the World                                         | 5:22  | 2002      | [ 5 ] |
| Victorious March                              | M und T: Olavi Mikkonen                                                                | Once Sent from the Golden Hall                           | 7:56  | 1998      | [ 4 ] |
| Wanderer                                      | Amon Amarth                                                                            | Jomsviking                                               | 4:43  | 2016      | [ 2 ] |
| War Machine                                   | M und T: Bryan Adams, Gene Simmons, Jim Vallance                                       | Surtur Rising Limited Box Edition                        | 5:33  | 2011      | Coverversion des Liedes War Machine von Kiss, die Amon Amarth auf der Limited Box Edition von Surtur Rising veröffentlicht haben. |
| War of the Gods                               | M: Amon Amarth T: Johan Hegg                                                           | Surtur Rising                                            | 4:33  | 2011      | [ 1 ] |
| Warriors of the North                         | M: Amon Amarth T: Johan Hegg                                                           | Deceiver of the Gods                                     | 8:12  | 2013      | [ 9 ] |
| We Shall Destroy                              | M: Amon Amarth T: Johan Hegg                                                           | Deceiver of the Gods                                     | 4:26  | 2013      | [ 9 ] |
| When Once Again We Can Set Our Sails          | M: Amon Amarth T: Johan Hegg                                                           | Berserker                                                | 4:26  | 2019      | [ 16 ] |
| Where Death Seems to Dwell                    | M: Amon Amarth T: Johan Hegg                                                           | Fate of Norns                                            | 4:58  | 2004      | [ 7 ] |
| Where Is Your God?                            | M: Amon Amarth T: Johan Hegg                                                           | Twilight of the Thunder God                              | 3:11  | 2008      | [ 20 ] |
| Where Silent Gods Stand Guard                 | Amon Amarth                                                                            | Versus the World                                         | 5:47  | 2002      | [ 5 ] |
| Wings of Eagles                               | M: Amon Amarth T: Johan Hegg                                                           | Berserker                                                | 4:05  | 2019      | [ 16 ] |
| With Oden on Our Side                         | M: Amon Amarth T: Johan Hegg                                                           | With Oden on Our Side                                    | 4:35  | 2006      | [ 10 ] |
| Without Fear                                  | M: Olavi Mikkonen T: Johan Hegg                                                        | Once Sent from the Golden Hall                           | 4:50  | 1998      | [ 4 ] |
| Wrath of the Norsemen                         | M: Amon Amarth T: Johan Hegg                                                           | Surtur Rising                                            | 3:44  | 2011      | [ 1 ] |

## Belege
1. 1 2 3 4 5 6 7 8 9 10  Amon Amarth – Surtur Rising, Album auf discogs.com; abgerufen am 22. Juli 2020.
2. 1 2 3 4 5 6 7 8 9 10 11  Amon Amarth – Jomsviking, Album auf discogs.com; abgerufen am 22. Juli 2020.
3. 1 2 3 4 5 6 7 8 9 10  Amon Amarth – The Crusher, Album auf discogs.com; abgerufen am 22. Juli 2020.
4. 1 2 3 4 5 6 7 8  Amon Amarth – Once Sent from the Golden Hall, Album auf discogs.com; abgerufen am 22. Juli 2020.
5. 1 2 3 4 5 6 7 8 9  Amon Amarth – Versus the World, Album auf discogs.com; abgerufen am 22. Juli 2020.
6. ↑  Amon Amarth – Surtur Rising, Album mit Bonustrack auf discogs.com; abgerufen am 24. Juli 2020.
7. 1 2 3 4 5 6 7 8  Amon Amarth – Fate of Norns, Album auf discogs.com; abgerufen am 22. Juli 2020.
8. 1 2 3 4 5  Amon Amarth – Thor Arise, Demo-Kassette auf discogs.com; abgerufen am 29. Juli 2020.
9. 1 2 3 4 5 6 7 8 9 10  Amon Amarth – Deceiver of the Gods, Album auf discogs.com; abgerufen am 22. Juli 2020.
10. 1 2 3 4 5 6 7 8 9  Amon Amarth – With Oden on Our Side, Album auf discogs.com; abgerufen am 22. Juli 2020.
11. 1 2 3 4 5 6 7  Amon Amarth – The Avenger, Album auf discogs.com; abgerufen am 22. Juli 2020.
12. 1 2  Amon Amarth – Surtur Rising, Limited Box Edition auf discogs.com; abgerufen am 24. Juli 2020.
13. 1 2 3 4  Amon Amarth "Surtur Is Rising!!!!!" (Memento des Originals vom 25. Juli 2020 im Internet Archive)  Info: Der Archivlink wurde automatisch eingesetzt und noch nicht geprüft. Bitte prüfe Original- und Archivlink gemäß Anleitung und entferne dann diesen Hinweis., Interview mit Johan Hegg und Ted Lundström, 9. März 2011; abgerufen am 25. Juli 2020.
14. 1 2 3 4 5  Amon Amarth – Sorrow Throughout The Nine Worlds, Mini-Album auf discogs.com; abgerufen am 22. Juli 2020.
15. ↑  The Metal Forge Volume Three: A Tribute To Black Sabbath, Album auf discogs.com; abgerufen am 24. Juli 2020.
16. 1 2 3 4 5 6 7 8 9 10 11 12  Amon Amarth – Berserker, Album auf discogs.com; abgerufen am 22. Juli 2020.
17. 1 2 3 4 5 6 7 8 9  The Great Heathen Army, Album auf cover.info; abgerufen am 8. August 2022.
18. 1 2 3 4  Greg Prato: Interview mit Johan Hegg auf songfacts.com; abgerufen am 25. Juli 2020.
19. ↑  Deceiver of The Gods auf songfacts.com; abgerufen am 25. Juli 2020.
20. 1 2 3 4 5 6 7 8 9 10  Amon Amarth – Twilight of the Thunder God, Album auf discogs.com; abgerufen am 22. Juli 2020.
21. ↑  Powerwolf – Metallum Nostrum auf discogs.com; abgerufen am 24. Juli 2020.
22. ↑  Metal Gods of War Arise, Album auf cover.info; abgerufen am 25. Juli 2020.
23. ↑  Metal Blade Europe 10th Anniversary - Rrroooaaarrr, Album auf discogs.com; abgerufen am 24. Juli 2020.
24. 1 2 3  Amon Amarth – Versus the World Limited Edition, Album auf discogs.com; abgerufen am 24. Juli 2020.
25. ↑  Johan Hegg mag seine Fans, aber keine Raubkopierer", Interview mit Johan Hegg auf bloodchamber.de, 9. März 2011; abgerufen am 25. Juli 2020.
26. ↑  Sabaton – Carolus Rex, Album auf discogs.com; abgerufen am 24. Juli 2020.
27. ↑  Corvus Corax – Gimlie, Album auf discogs.com; abgerufen am 24. Juli 2020.
28. ↑  Rage Of Light – Twilight Of The Thunder God auf discogs.com; abgerufen am 24. Juli 2020.
29. ↑  Twilight Of The Thunder God, Album auf cover.info; abgerufen am 25. Juli 2020.